# Yumi Ito

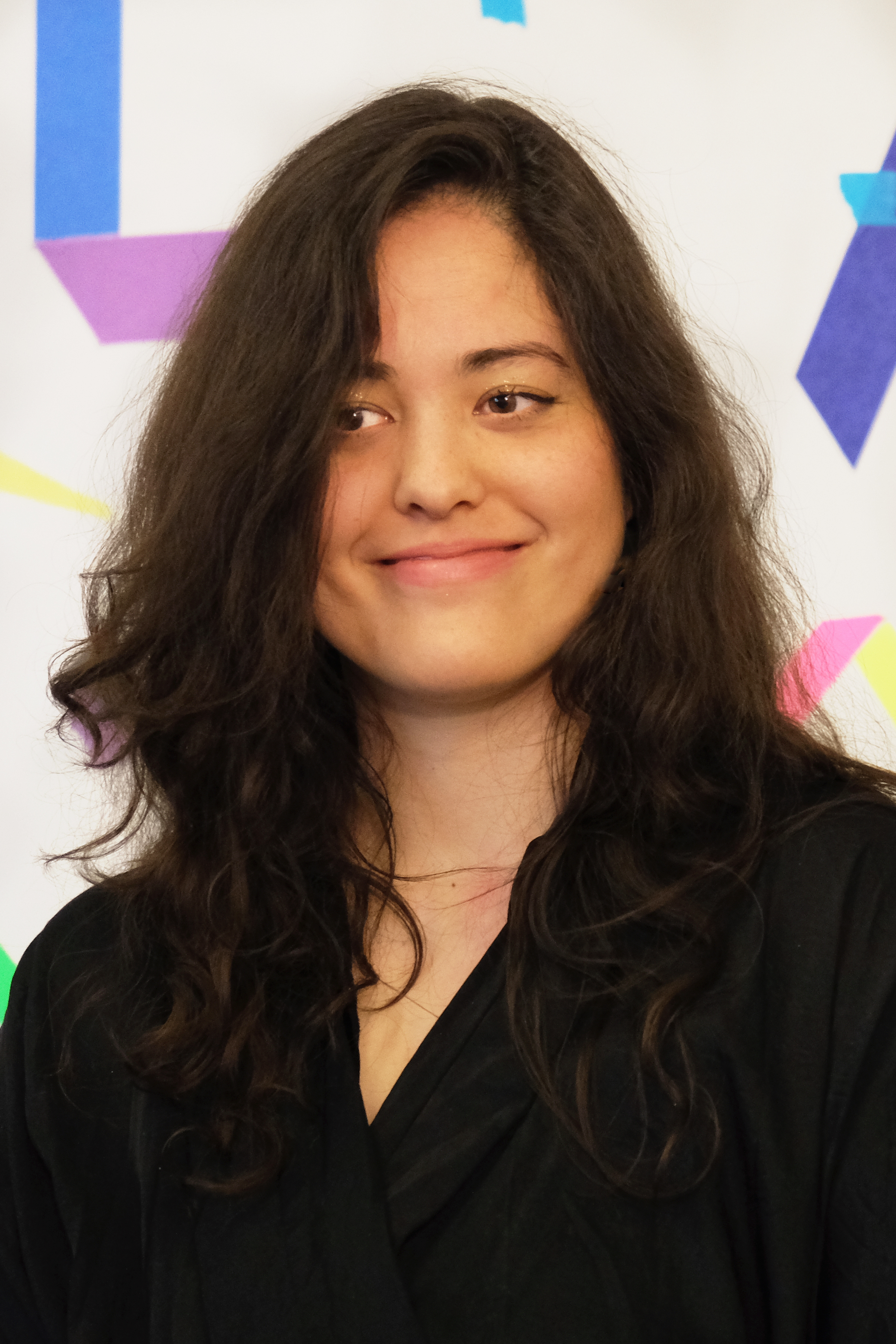
Yumi Ito (2022)

Yumi Jacqueline Ito (geb. 1990 in Basel) ist eine Schweizer Jazzmusikerin (Gesang, auch Piano, Arrangement, Komposition) und Schauspielerin mit polnisch-japanischen Wurzeln, die in Basel lebt.

## Leben und Wirken
Ito wuchs in Uster in einer Musikerfamilie auf; ihr Vater ist der Konzertpianist Suguru Ito (japanisch 伊藤 英 Itō Suguru), ihre Mutter die Mezzosopranistin Margo Cadias. Im Alter von drei Jahren begann ihre klassische Musikausbildung; mit acht Jahren trat sie als Pianistin öffentlich auf. Mit 13 Jahren erhielt sie klassischen Gesangsunterricht bei ihrer Mutter. Sie studierte zunächst Germanistik und Publizistik, entschied sich dann aber doch für Jazzgesang an der Zürcher Hochschule der Künste bei Marianne Racine, Chris Wiesendanger und Omri Ziegele, wo sie 2015 ihren Bachelor erhielt. Zudem wurde sie 2013 während eines zweimonatigen Aufenthaltes in New York von Gretchen Parlato, Bob Stoloff, Jay Clayton und Bobby McFerrin unterrichtet. Ihr Masterstudium absolvierte sie an der Hochschule für Musik Basel bei Lisette Spinnler, Guillermo Klein, Mark Turner, Jorge Rossy, Larry Grenadier und Jeff Ballard.
Ito legte 2016 ihr Debütalbum Intertwined mit eigener Band bei Unit Records vor, auf dem sie Standards vorstellte; auf dem Montreux Jazz Festival desselben Jahres stellte sie eigene Kompositionen mit Ziv Ravitz und Joe Martin vor. Sie trat mit den DKSJ All Stars 2016 unter Leitung von Arthur Hnatek auf. 2017 erschien ihr Duoalbum Ypsilon mit dem Pianisten Yves Theiler. Im selben Jahr holte Wolfgang Muthspiel sie in die Focus Year Band, mit der sie international auftrat und das Album After This (Neuklang 2018) veröffentlichte; auch tourte sie mit der Next Generation Band um Adrian Mears durch die Schweiz. 2020 legte sie mit ihrem elfköpfigen Yumi Ito Orchestra das von der Kritik sehr positiv aufgenommene Album Stardust Crystals vor, auf dem sie eigene Popsongs mit Mitteln des Jazz interpretierte. Daneben leitet sie das Yumi Ito Quartet und ein Duo dem polnischen Gitarristen Szymon Mika. Ihre Konzerttätigkeit führte sie bereits nach Polen, Japan, Frankreich, Deutschland, Ungarn, Türkei, Tschechien, Brasilien und Island. Sie ist auch auf Alben von Alex & the Wavemakers, Marton Juhasz, Arthur Hnatek und Elie-Martin Charrière zu hören.
Weiterhin arbeitete Ito als Schauspielerin in Die Macht der Gewohnheit (Bayerische Theaterakademie München), Hail to the Thief (Gessnerallee Zürich) oder Sweatshop Deadly Fashion (Schauspielhaus Zürich).

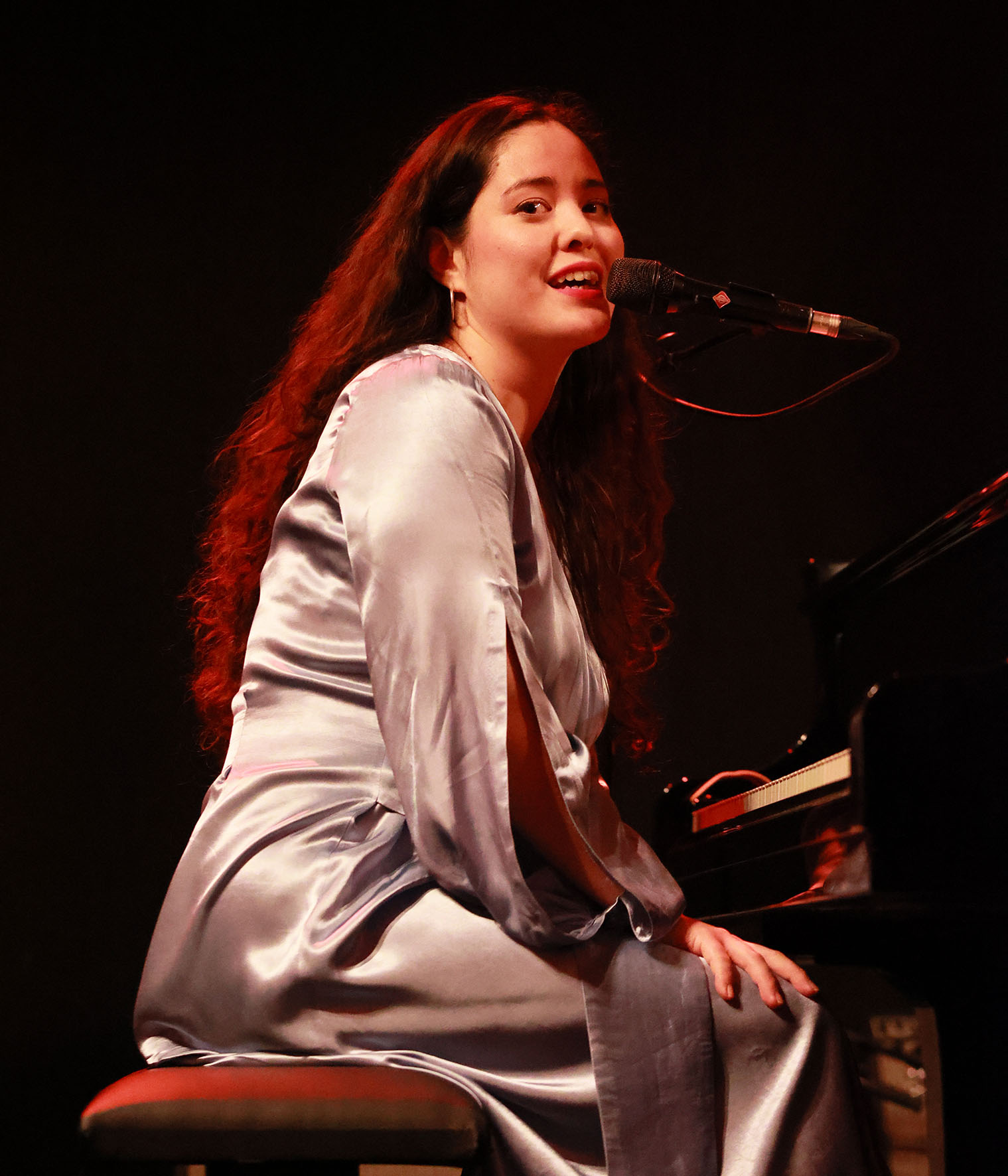
Ito (Montreux, 2022)

Ito ist Preisträgerin der Montreux Jazz Vocal Competition 2015.

## Diskographische Hinweise
- Intertwined (Unit Records 2016, mit Gabriel Dalvit, Yves Theiler, Yuri Goloubev)
- Yumi Ito & Yves Theiler Ypsilon (For What Records 2017)
- Stardust Crystals (Unit Records 2020, mit Marina Tantanozi, Sam Barnett, Enrique Oliver, Victor Darmon, Hugo Van Rechem, Jo Flüeler, Esther Sévérac, Izabella Effenberg, Kuba Dworak, Phelan Burgoyne)
- Yumi Ito & Szymon Mika: Ekual (Unit 2021)[4]
- Ysla (enja/yellow bird records 2023, mit Kuba Dworak, Iago Fernandez sowie Szymon Mika, Chris Hyson, Ambrosius Huber u. a.)